# 平重盛

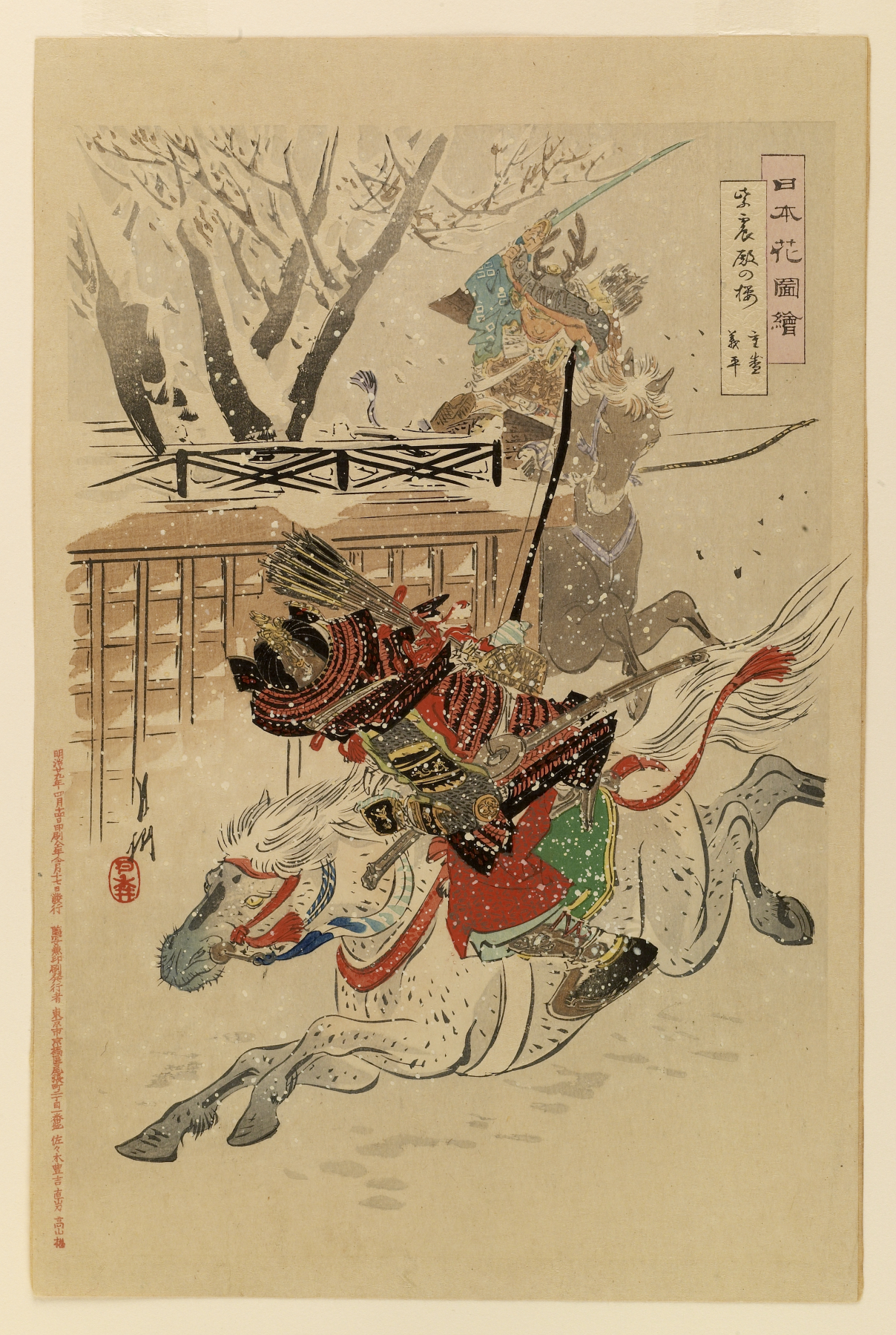
『紫宸殿の橘』（尾形月耕『日本花図絵』）平重盛と源義平

平 重盛（たいら の しげもり）は、平安時代末期の武将・公卿。平清盛の嫡男(長男)。
保元・平治の乱で若き武将として父・清盛を助けて相次いで戦功を上げ、父の立身に伴って累進していき、最終的には左近衛大将、正二位内大臣にまで出世した。嫡男ではあったが継室の時子の子である宗盛や徳子とは母が異なり有力な外戚の庇護はなく、正室が藤原成親の妹・経子であったため、成親失脚後は一門のなかでは孤立気味であった。政治的には平氏一門の中で最も後白河法皇に近い立場にあった。清盛の後継者として期待されながらも、清盛と後白河法皇の対立では有効な対策を取ることができないまま、父に先立ち病没した。
六波羅小松第に居を構えていたことから、小松殿ないし小松内大臣とも、またその邸宅に48の灯籠（灯篭）を建てていたことから灯籠大臣とも称された。

## 生涯

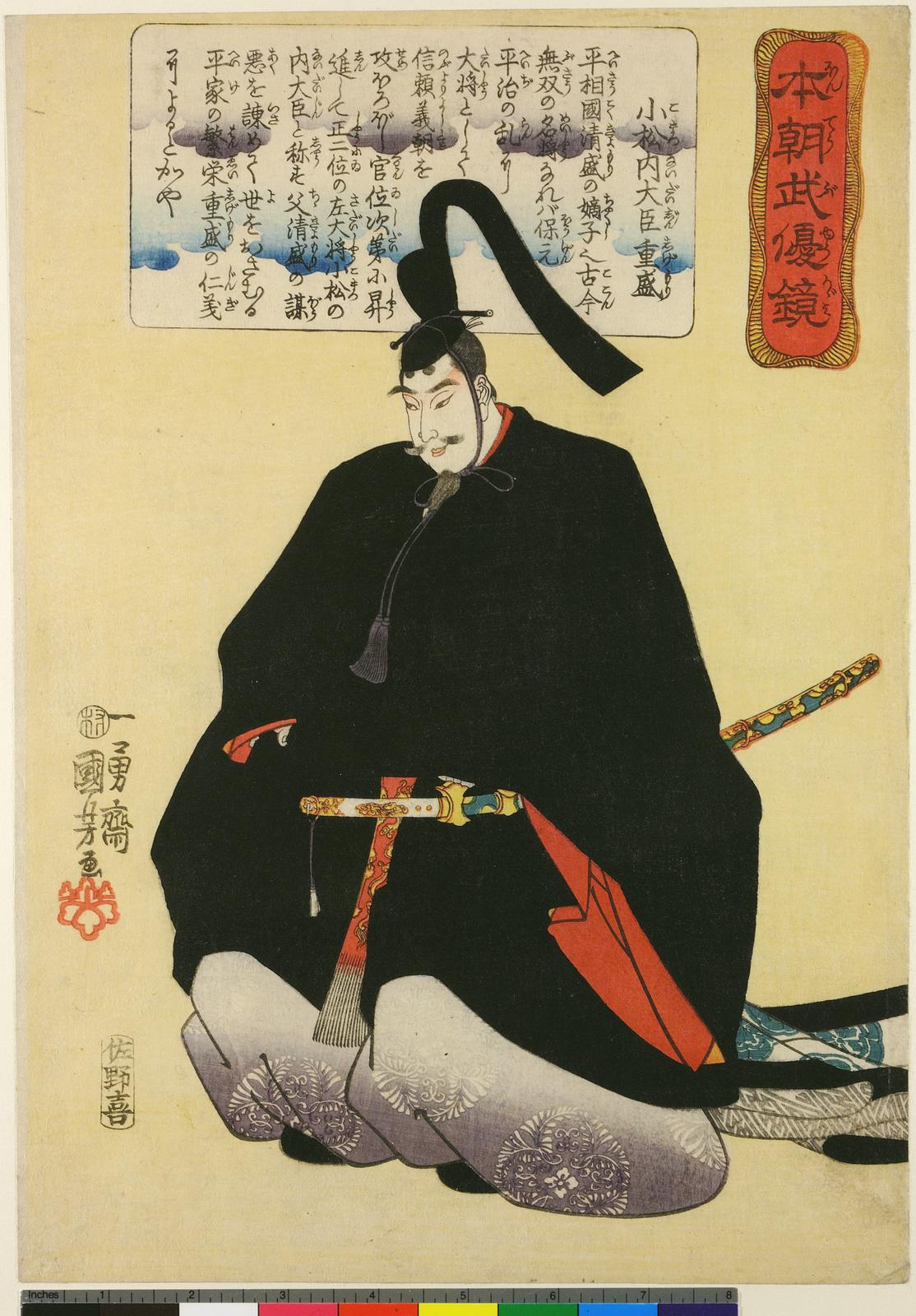
歌川国芳画「小松内大臣重盛」

### 保元の乱、平治の乱
保延4年（1138年）、清盛の長男として誕生。母は右近将監・高階基章の娘。久安6年（1150年）12月、鳥羽法皇の蔵人に補される。翌年正月に従五位下になる。
保元元年（1156年）の保元の乱に父に従って参戦。『兵範記』には中務少輔・重盛の名が記されている。清盛の軍勢は源為朝との戦闘で大きな被害を出し、形勢不利と見た清盛は撤退を指示した。この時に重盛は父の制止を振り切って、為朝と戦うため出陣しようとするなど血気盛んなところを見せた。保元の乱は清盛の属す天皇方の勝利に終わり、保元2年（1157年）正月、重盛はその功績により19歳で従五位上に昇叙した。同年10月22日に大内裏が再建され、清盛は仁寿殿を造営した。父から造営の賞を譲られた重盛は、正五位下となった。保元3年（1158年）8月、清盛は知行国を安芸国から遠江国に移す。自らは大宰大弐であったため、重盛が代わりに遠江守となった。
平治の乱が勃発した平治元年（1159年）12月9日、清盛は熊野参詣のため紀伊国にいた。『平治物語』では重盛は動揺する父を励ましたとするが、『愚管抄』によれば清盛と一緒にいたのは基盛・宗盛と侍15人で、重盛は同道していない。京都に戻った清盛は二条天皇を内裏から六波羅に脱出させ、藤原信頼・源義朝の追討宣旨を受ける。重盛は叔父・頼盛とともに出陣する。この戦いで重盛は「年号は平治、都は平安、我らは平氏、三つ同じ（平）だ、ならば敵を平らげよう」と味方の士気を鼓舞し、源義平と御所の右近の橘・左近の桜の間で激戦を繰り広げ、堀河の合戦では馬を射られながらも材木の上に立ち上がって新たな馬に乗り換えるなど獅子奮迅の活躍をする。もっとも『愚管抄』によれば義朝はすぐに内裏を出撃して六波羅に迫ったとあるので、内裏で戦闘が行われたかどうかは定かでなく、話を盛り上げるための創作の可能性もある。
この合戦で藤原信頼に与していた藤原成親は助命されているが、成親の妹・経子を妻にしていた重盛の嘆願が背景にあったと推測される。乱の終結後に合戦の恩賞の除目があり、重盛は勲功賞として伊予守に任じられる。年が明けてすぐに従四位下となり、左馬頭も兼任する。

### 順調な昇進（二条親政期）
応保元年（1161年）9月、後白河上皇と平滋子の間に生まれた皇子・憲仁親王（高倉天皇）を皇太子にしようとする陰謀が発覚した。この事件では平時忠・平教盛・藤原成親らが二条天皇によって解官されるが、清盛は同調せず二条天皇を支援したため、その信任を確固たるものにした。重盛の昇進も目覚ましく、応保元年（1161年）正月に正四位下、10月に右兵衛督、翌年正月には26歳の若さで、従三位に叙せられ公卿となった。清盛は二条帝の親政を支える一方で後白河上皇に対しても配慮を怠らず、上皇のために蓮華王院を造営した。長寛2年（1164年）2月、父から造営の賞を譲られた重盛は、正三位に叙された。9月、清盛は一門の繁栄を祈願して、厳島神社に装飾経33巻（平家納経）を寄進するが、重盛も一門・家人とともに製作に携わった。その中応保2年3月17日には唯一の同母弟・基盛が24歳で卒去している。
長寛3年（1165年）4月、二条天皇は病に倒れた。重態となった二条天皇は5月に重盛を参議に任じ、6月に皇子・順仁親王（六条天皇）に譲位、院庁を開設して執事別当に重盛を指名するなど最期まで執念を見せるが、7月に崩御した。六条天皇を平氏と摂関家が支える体制が成立し、重盛は永万2年（1166年）4月に左兵衛督、7月には権中納言・右衛門督となった。しかし天皇が幼少のため、政局は著しく不安定だった。7月に近衛基実が薨去すると、六条天皇の政権は瓦解する。

### 清盛の後継者（後白河院政期）
平氏が二条親政派から離脱して後白河上皇を支持したことにより、仁安元年（1166年）10月に憲仁親王の立太子が実現した。憲仁親王の乳母には重盛の室・経子と藤原邦綱の女・綱子が選ばれ、重盛は乳父（めのと）になった。12月には清盛の後任として春宮大夫となる。仁安2年（1167年）2月には、権大納言となり帯剣を許された。清盛は5月17日に太政大臣を辞任するが、それに先立つ5月10日、重盛に対して東山・東海・山陽・南海道の山賊・海賊追討宣旨が下された。これにより、重盛は国家的軍事・警察権を正式に委任され、清盛の後継者としての地位を名実ともに確立した。さらに重盛は丹後・越前を知行国として、経済的にも一門の中で優位にあった。
後継者となった重盛だが健康を害したらしく、「日来所労」「昨今不快」により12月の東宮の御書始を欠席し、大乗会の上卿も交替する。仁安3年（1168年）2月、清盛が病のため出家。政情不安を危惧した後白河院は憲仁親王を即位させ（高倉天皇）、体制の安定を図った。重盛は体調不良が続いたらしく、12月に権大納言を辞任する。出家後の清盛は福原に退隠し、六波羅には重盛が残って一門の統率にあたった。嘉応元年（1169年）11月の八十嶋祭では、重盛室の経子が勅使役となって重盛の六波羅邸から出立し、後白河院と滋子が七条殿の桟敷で行列を見送っている。
清盛の隠退は、伊勢平氏の軍制にも影響を与えた。これまで清盛に従っていた平貞能・伊藤忠清ら伊勢平氏譜代の郎党が重盛に仕えるようになり、彼らを通じてあるいは重盛が直接地方の武士と結びつくことになる。特にこれまで源氏の勢力が強かった東国武士との関係を重要視し、次男資盛の母方の実家である藤原親盛をはじめ、足利俊綱・宇都宮朝綱・工藤祐経・武田有義などを傘下に収めていった。

### 嘉応の強訴
嘉応元年（1169年）12月23日、延暦寺の大衆が、重盛の義兄で尾張国の知行国主・藤原成親の流罪を求めて強訴を起こした（嘉応の強訴）。大衆は内裏を取り囲んで気勢を上げ、検非違使別当・平時忠は官兵の派遣など早急な対策をとることを進言する。この時、重盛は官兵300騎を率いて宗盛・頼盛とともに待機していた。公卿の議定では慎重論が大勢を占め、重盛も後白河院の三度に渡る出動命令を拒否したため、やむを得ず後白河院は成親の流罪を認めた。
しかし、すぐに巻き返しに転じて成親を検非違使別当に任命、時忠は解任され身代わりに配流とされてしまう。後白河院と延暦寺の対立は悪化の一途をたどり、事態を憂慮した清盛は正月14日、重盛を福原に呼び寄せて状況を報告させた。このように重盛は一門の代表とはいえ、重要案件については清盛の判断が優先していて、自らの意思・行動はかなり制約されていた。結局、成親の解官で延暦寺は引き下がり事態は沈静化する。同年4月、重盛は権大納言に復帰し、成親も検非違使別当に返り咲いた。
嘉応2年（1170年）、七男の宗実を左大臣・大炊御門経宗の猶子にしている。朝廷の公事の知識乏しい平家公卿は、この経宗に儀式作法の教えを受けていた。また重盛室の経子も経宗の猶子になっている。

### 殿下乗合事件
嘉応2年（1170年）7月3日、法勝寺八講の初日、摂政・松殿基房の従者が参詣途中で出会った平資盛の車の無礼をとがめて恥辱を与えた。その後、重盛の子の車と知った基房は震え上がり、ただちに下手人を重盛のもとに引き渡して謝罪するが、重盛は申し出を拒絶した。基房は報復を恐れて、しばらく外出を止める。ほとぼりが冷めたと思われた10月21日、高倉天皇の元服定のため基房が参内する途中、重盛の武者が基房の従者を襲い乱暴を働いたと言われている。
この事件のため、天皇の元服定は延引となってしまう。重盛は天皇の乳父の立場にあり、その行為は許されるものではなかった。重盛を高く評価する慈円も、さすがにこの事件に関しては「不可思議ノ事ヲ一ツシタリシナリ」と困惑している。
この事件の影響からか、12月に重盛は再び権大納言を辞任する。翌年正月3日の天皇元服の儀式に、重盛は欠席した。この儀式の進行に携わったのは、建春門院の兄弟・平親宗と中納言に昇進していた異母弟・平宗盛だった。宗盛の台頭は、重盛の後継者としての地位を脅かすものとなる。

### 右大将、内大臣就任

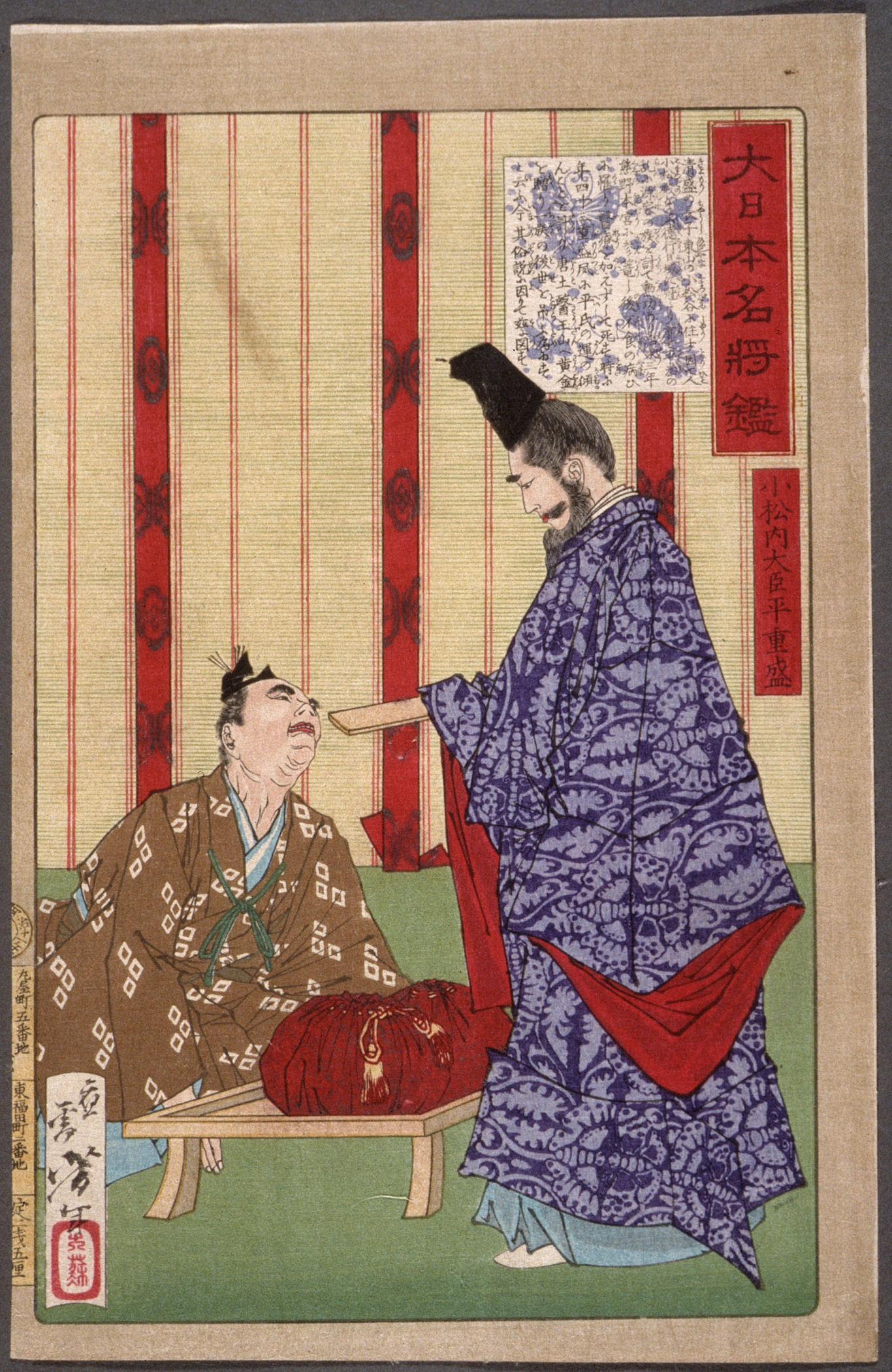
月岡芳年『大日本名将鑑』の重盛。一族の繁栄を願って、鑑真も参ったという中国の阿育王寺に大金を奉納すべく、九州の僧・妙典に金を持たせて派遣したという『平家物語巻第三』「金渡」の場面を描いたもの

承安元年（1171年）12月、清盛の娘・徳子が高倉天皇に入内したのを機に、重盛は権大納言に復帰する。復帰後の重盛は、朝廷の公事を精力的に勤めた。承安3年（1173年）4月、法住寺殿の萱御所の火災ではいち早く駆けつけて消火活動にあたり、後白河院から称えられた。同年冬の南都大衆の強訴に対しては、院宣により家人・平貞能を宇治に派遣して防備に当たらせた。承安4年（1174年）7月、重盛は空席となっていた右近衛大将に任じられる。この任官に対して清盛の喜びは大きく、21日の拝賀の儀式には藤原邦綱以下、公卿10人、殿上人27人が付き従った。
安元2年（1176年）正月、後白河法皇の50歳の賀には重盛も一門の筆頭として出席し、平氏と法皇の蜜月ぶりを示した。5月に重盛は改めて海賊追討宣旨を受ける。しかし、7月に建春門院が崩御したことで平氏と後白河法皇の対立はしだいに顕在化することになる。それでも翌年正月には重盛が左近衛大将、宗盛が右近衛大将となり、両大将を平氏が独占する。3月には藤原師長が太政大臣となったことで空席となった内大臣に任じられる。後白河法皇も福原を訪れるなど、表面的には何事もなく時は過ぎていった。

### 安元の強訴と鹿ケ谷の陰謀
しかし、4月になると延暦寺が加賀守・藤原師高の流罪を要求して強訴を起こす。発端は延暦寺の末寺・白山と現地の目代の紛争で、中央に波及して院と延暦寺の全面衝突となった。この時、官兵を率いた重盛は閑院内裏を警護して大衆と対峙していたが、家人の放った矢が神輿に当たるという不祥事を引き起こした。高倉天皇は法住寺殿に避難し、後白河院は大衆を実力で排除しようとするが、京都が戦場になる可能性があると反対の声が上がり、実際に出動する平氏一門も、延暦寺との衝突には極めて消極的な態度をとったために断念、大衆の要求を受諾して師高の配流・神輿を射た重盛の家人の投獄を行った。
その後、「太郎焼亡」と呼ばれる大火が発生し、太極殿と関白以下13人の公卿の邸宅が焼失する。その中には重盛の邸宅も含まれていた。5月、後白河院は延暦寺に報復を決意すると、天台座主・明雲を解任、所領を没収して伊豆国への配流を命じた。しかし明雲の身柄は大衆に奪還されたため、後白河院は重盛・宗盛を呼び出して延暦寺への攻撃を命じた。重盛らは「父・清盛の指示がなければ動かせません」と返答したため、話にならないと見た後白河院は、清盛を福原から呼び出した。清盛も出兵には消極的だったが後白河院は強硬姿勢を崩さず、やむを得ず出兵を承諾した。
6月1日、多田行綱が平氏打倒の陰謀を密告したことで状況は激変した。この事件では重盛の義兄・藤原成親も関与していて、重盛は捕らえられた成親に「命だけは助かるようにする」と励ましたという。清盛の怒りは凄まじく、成親は備前国へ配流され関係者も一網打尽に検挙された。重盛は左大将を辞任して抗議の姿勢を見せ、配流された成親に密かに衣類を送るなど必死の努力をするが、7月に成親は殺害された。
重盛は長男維盛と三男で経子の長男の清経の妻に藤原成親の娘をそれぞれ迎えるなど、親密な関係を持っていた。上皇の妃であった平滋子の死去から平家と疎遠になりがちな後白河院に対する交渉窓口として、重盛は成親を重視し、後白河院に平氏の要望を取り次ぐ役割を期待してのことであった。その成親が平氏打倒の首謀者であったことで、重盛の面目は丸潰れとなり、公私にわたる政治的地位を失墜させることになった。

### 晩年・最期

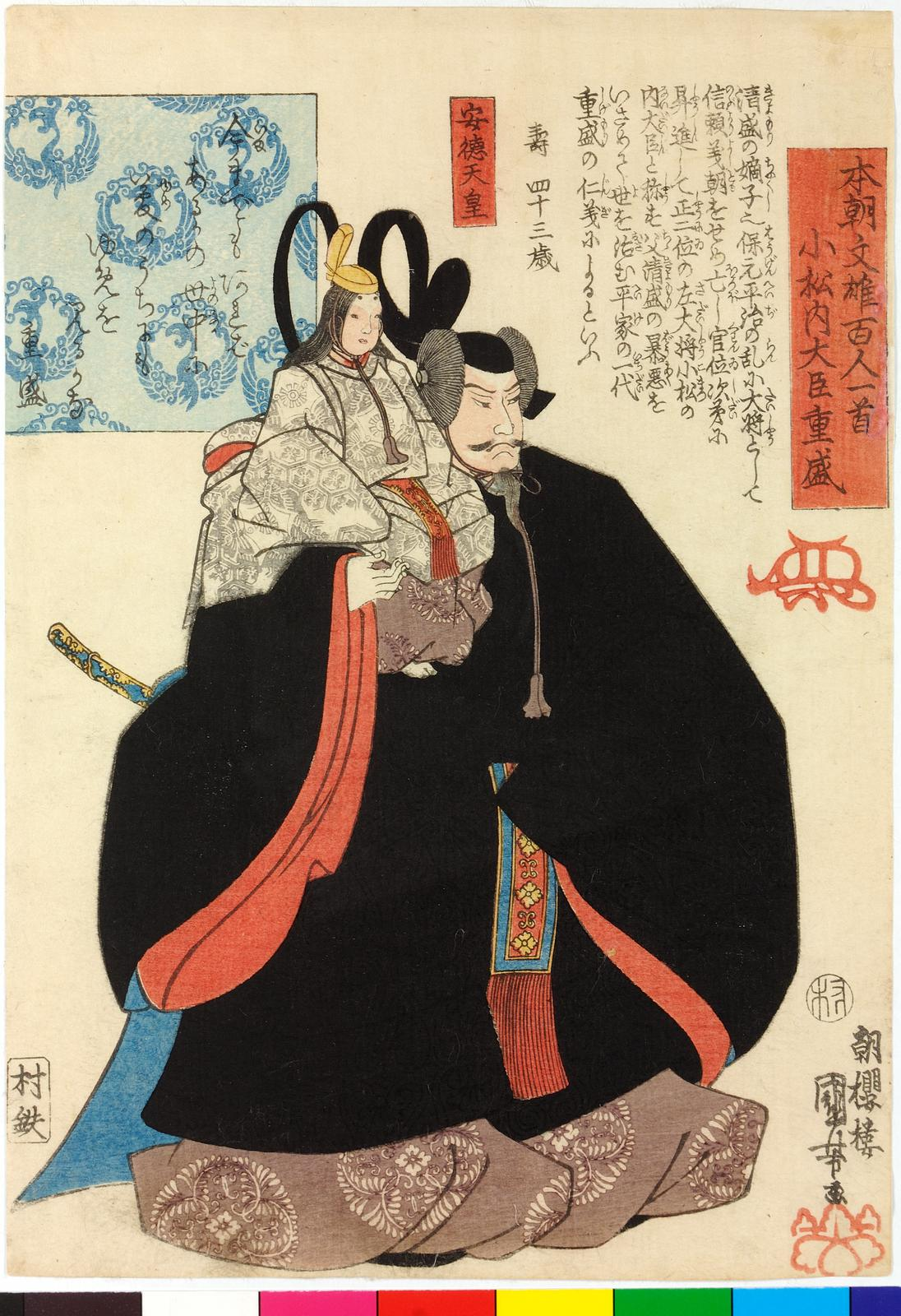
安徳天皇と重盛。歌川国芳画

この事件を期に重盛は気力を失い、政治の表舞台にはほとんど姿を見せなくなる。宗盛もまた後白河院とは親しいため、これ以後も難しい立場にあったものの、宗盛が結果として平家一門の棟梁として台頭することになる。治承2年（1178年）2月には内大臣の辞任を申し出るが、中宮・徳子が懐妊したため、中宮を猶子としていた重盛の辞任は認められなかった。6月、重盛は着帯の儀式に出席する。徳子は11月に皇子を出産、皇子は翌月には言仁親王として立太子した。重盛は皇太子の養育係である東宮傅に推挙されるが固辞し、大炊御門経宗にその座を譲った。
治承3年（1179年）2月、重盛は東宮の百日（ももか）の祝に出席するが、病により家に籠もるようになる。3月には熊野に参詣して後世のことを祈ったという。やがて再び吐血するなど病状が悪化したため、5月25日に出家した。法名は浄蓮。6月21日には後白河法皇が、六波羅の小松殿を訪れて重盛を見舞っている。同月17日に清盛の娘・盛子も24歳の若さで亡くなっていたが、後白河法皇は盛子の相続していた摂関家領を自らの管理下に置き、平氏への圧力を強めていた。7月29日、ついに重盛は死去した。享年42。
死因については胃潰瘍のほか、背中にできた腫瘍、脚気などの説がある。10月、仁安元年（1166年）以来の重盛の知行国・越前が、異母妹の盛子のときと同じように後白河法皇によって没収された。これらのこともあって清盛と法皇の関係は完全に破綻、11月、治承三年の政変によって後白河院政は停止される。

## 評価
重盛に対する同時代人の評価は、

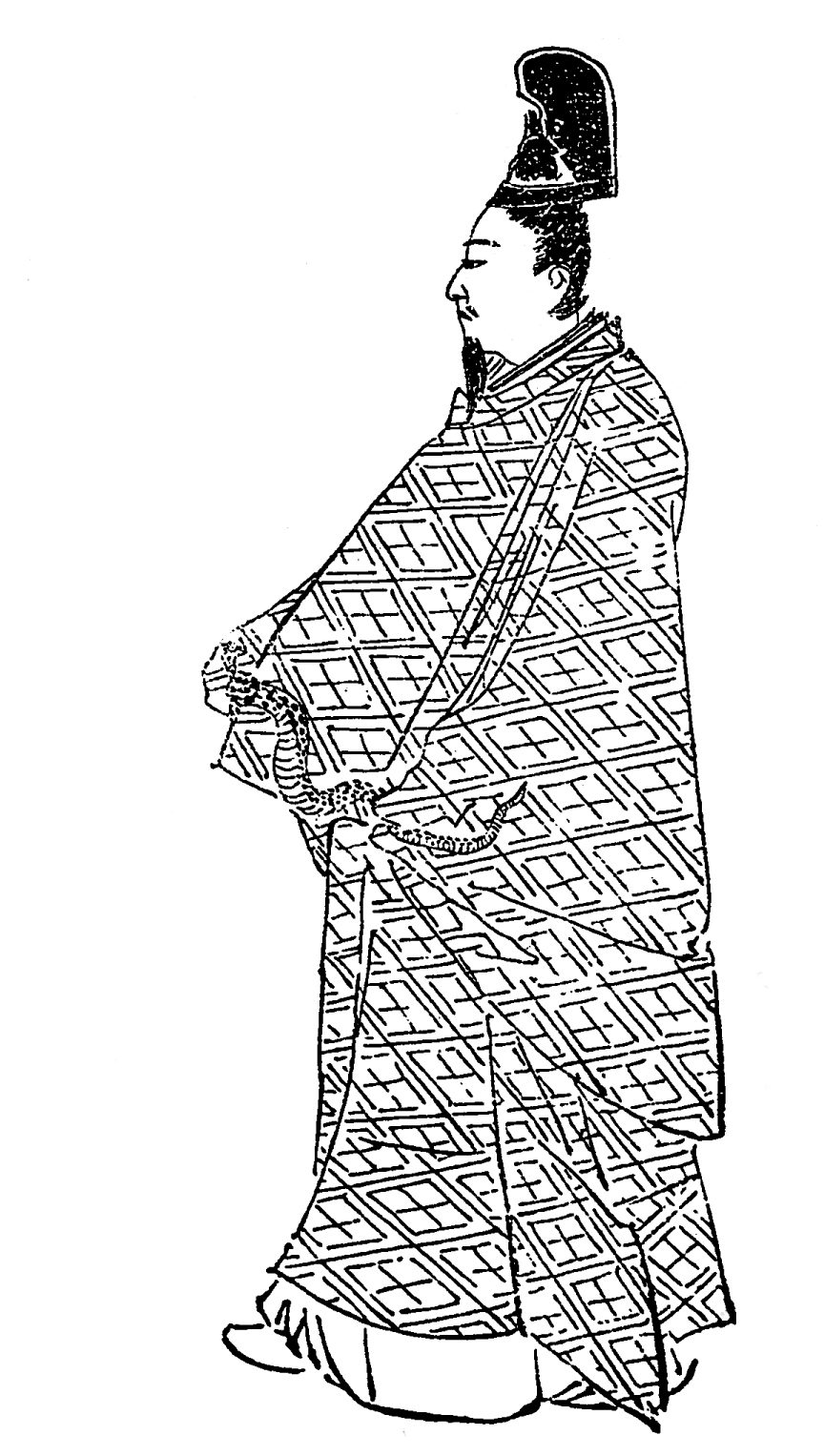
平重盛 像
菊池容斎『前賢故実』所収、江戸時代

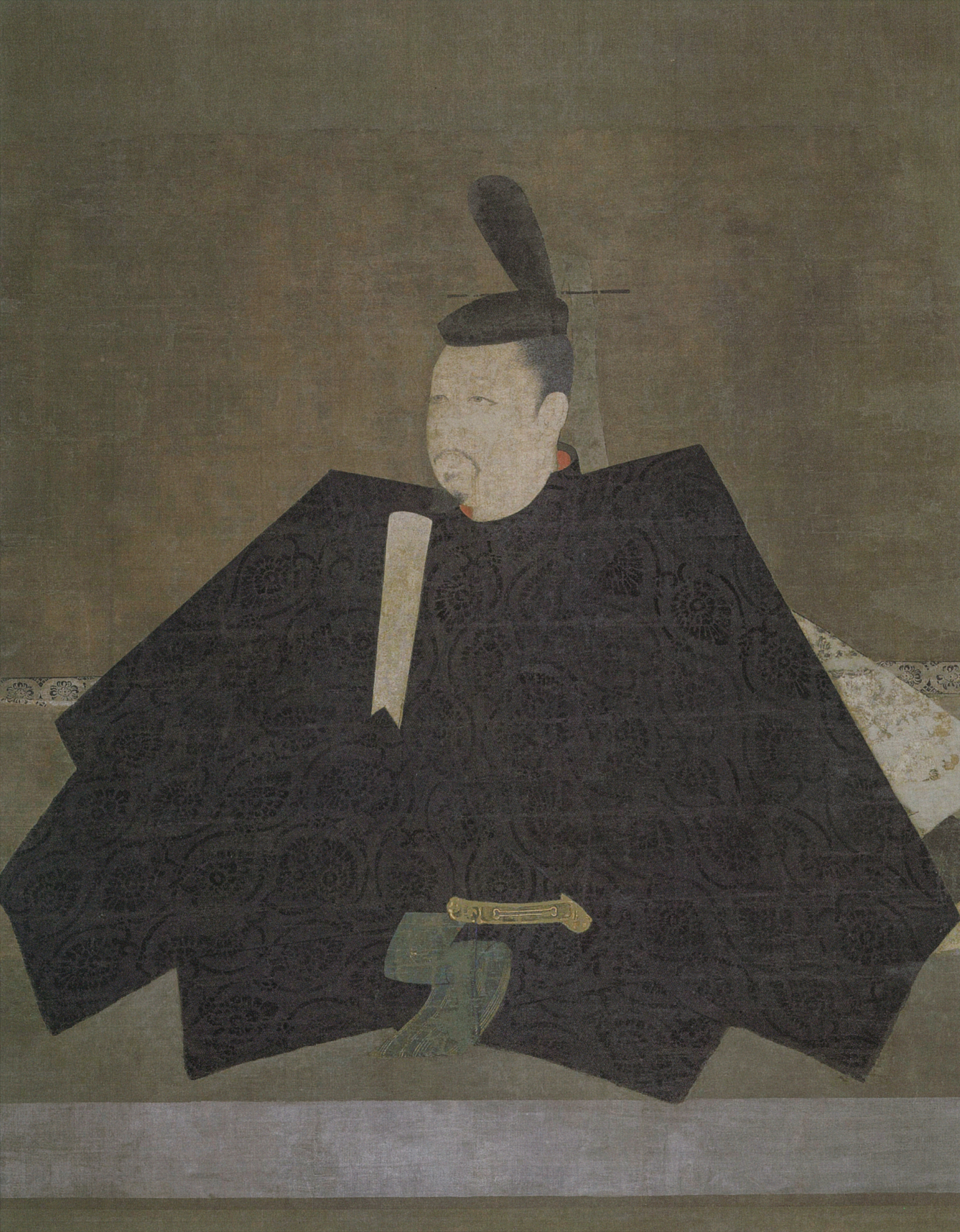
神護寺三像伝平重盛像（足利尊氏説もある）

- 「かくの如きの時、必ず使を送られ殊に芳心を致されるなり」 - 中山忠親『山槐記』
- 「イミジク心ウルハシク」 - 慈円『愚管抄』
- 「武勇時輩にすぐると雖も、心懆甚だ穏やかなり」吉田経房？ -『百錬抄』

など好意的なものが多く、優れた武人であると共に穏やかで、情に厚く、穏和で気配りのできる人物だったことが窺える。中山忠親の送った見舞いの使者に対しても「年来の素懐、障りなく遂げおはんぬ。喜悦きはまりなし」と返礼を述べている。その人柄から後白河院の信任も厚く、『平家物語』で平氏一門の良識派的な存在として描かれていることも、その人柄が後世に伝わっていたことによるものとみられる。
しかし清盛と後白河院の間に立たされた重盛は、平氏の棟梁とはいっても全権を掌握していたわけではなかった。自らの意思を封じ込め調整役に回らざるを得ない立場が、彼の温厚な性格を形成したと考えられる。保元・平治の乱での勇猛で生き生きとした姿は次第に影を潜めるが、殿下乗合事件を見ると激しい感情を胸の内に隠していたことが窺える。江戸時代後期に頼山陽が著した国史書『日本外史』によると重盛は「忠ならんと欲すれば孝ならず、孝ならんと欲すれば忠ならず」と呟いたという。『愚管抄』でも重盛は「トク死ナバヤ（早く死にたいものだ）」と、生きることに望みを失った言葉を残していたことが記されており、その無力さに嘆く姿が窺える。重盛の母は正室であったとはいえ身分が低かったため、外戚の存在感が大きく母系制的な色彩の強い平安時代社会において彼は支えてくれる有力な親族を持たなかった。さらに同母弟の基盛が早くに死去していたことも、重盛が生きる希望を見失うほどに孤立感を深める要因になったと考えられる。異母妹の徳子を養女として高倉天皇の中宮としたものの、実際に外戚として重んじられたのは徳子の同母兄弟の宗盛・知盛・重衡らであり、重盛の平氏の棟梁としての地位は早い段階から危うくなっていたとみて差し支えない。
重盛の死後に平氏の棟梁となったのは異母弟の宗盛であり、畿内が飢饉に見舞われている中で東国追討軍の総大将に任じられた嫡男の維盛は富士川の戦いで大敗した責任を清盛に問われて入京を禁じられ、さらに公卿への昇進は宗盛の長男である清宗に後れること1年、清盛の没後であるなど冷遇されがちであった。また小松家自体も子息の維盛、資盛、清経はそれぞれの母が違っていた事からの嫡子争いの影響を引きずっていて平家の棟梁になれなかったというのもあったと思われる。ちなみに重盛死後に小松家を相伝して後白河院と平家の取り次ぎをしていたのは『皇代暦』や『愚管抄』などによると次男の資盛だった。
重盛の死は、清盛と後白河法皇の対立を抑えていた最後の歯止めが失われたことを意味した。また重盛の軍事力を支えた伊勢平氏譜代の平貞能や伊藤忠清も重盛方とみなされたことで以後その発言力は低下し、それぞれ九州・東国に体良く派遣（つまり事実上の左遷）されてしまう。重盛を介して平氏政権と通じていた東国武士の動揺も激しく、平氏政権はその軍事機構の抜本的な再構築を余儀なくされたが、それを行う間も無いまま源頼朝の挙兵を迎えてしまう。
勤皇思想が広まった江戸時代後期になって、重盛は後白河法皇を庇って父・清盛を諌め、そのため命をすり減らしたという伝承（自身も平家一門の中で困難な立場に置かれながら、寿命を縮めるほど多大な心労を感じつつ院政側との調停役を務めたと解釈すれば、あながち創作とも言い切れない）から、万里小路藤房、楠木正成と共に「日本三忠臣」として高く評価されるようになった。
小惑星(4376) Shigemoriは平重盛にちなんで命名された。

## 肖像画
確実な作品としては、『天子摂関御影』大臣巻にある似絵が知られている。この他、京都神護寺が所蔵する国宝神護寺三像の中に重盛像として伝わる肖像画があるが、これは足利尊氏の肖像画であるとする説が有力になっている。

## 叙位任官歴
- 久安6年（1150年）（13歳）
  - 12月30日：蔵人
- 仁平元年（1151年）（14歳）
  - 正月1日：従五位下
- 久寿2年（1155年）（18歳）
  - 7月22日：中務少輔
- 保元2年（1157年）（20歳）

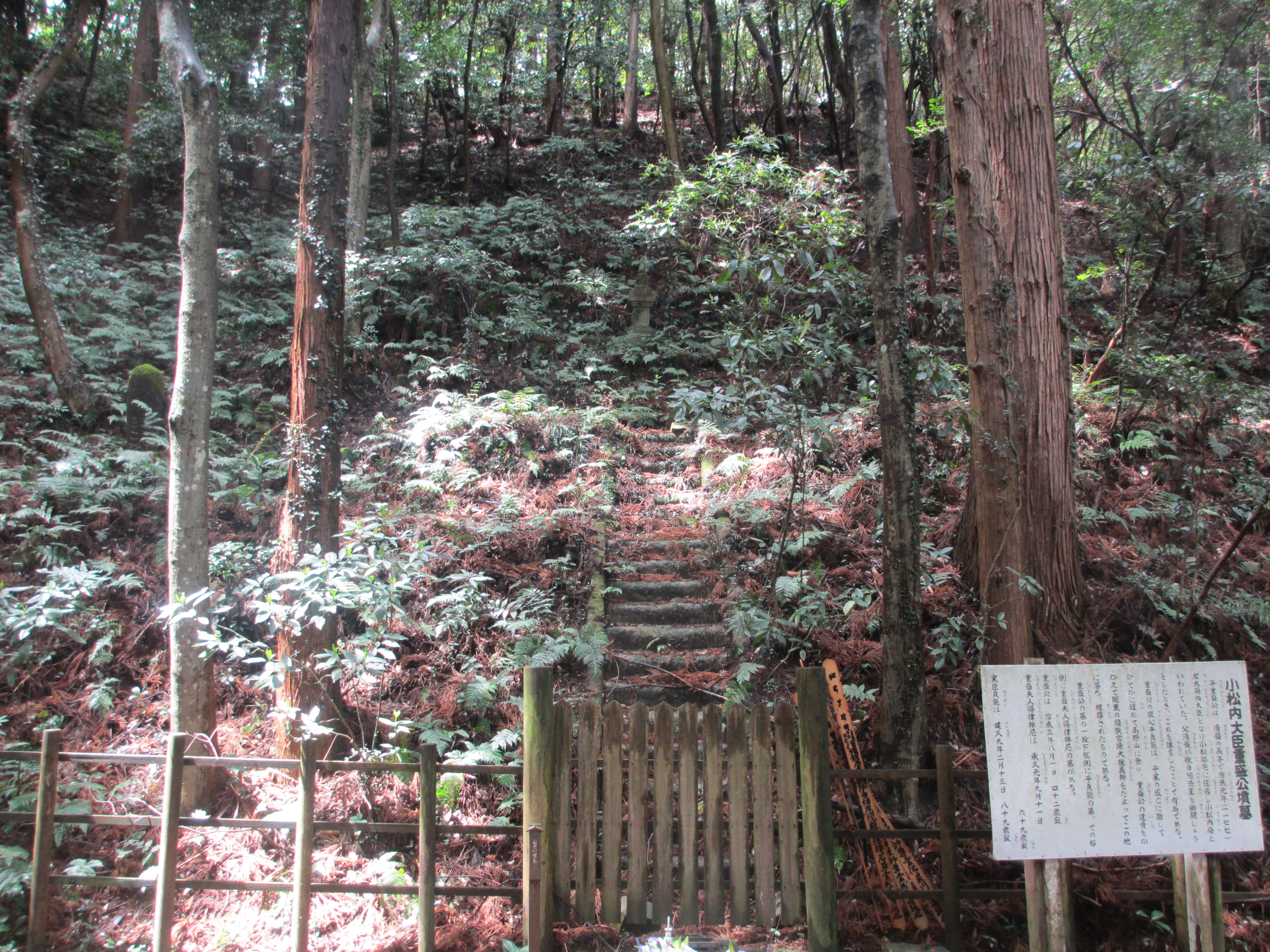
小松内大臣重盛公墳墓 説明板・全体像、左下夫人宝筐印塔、貞能公墓確認できず

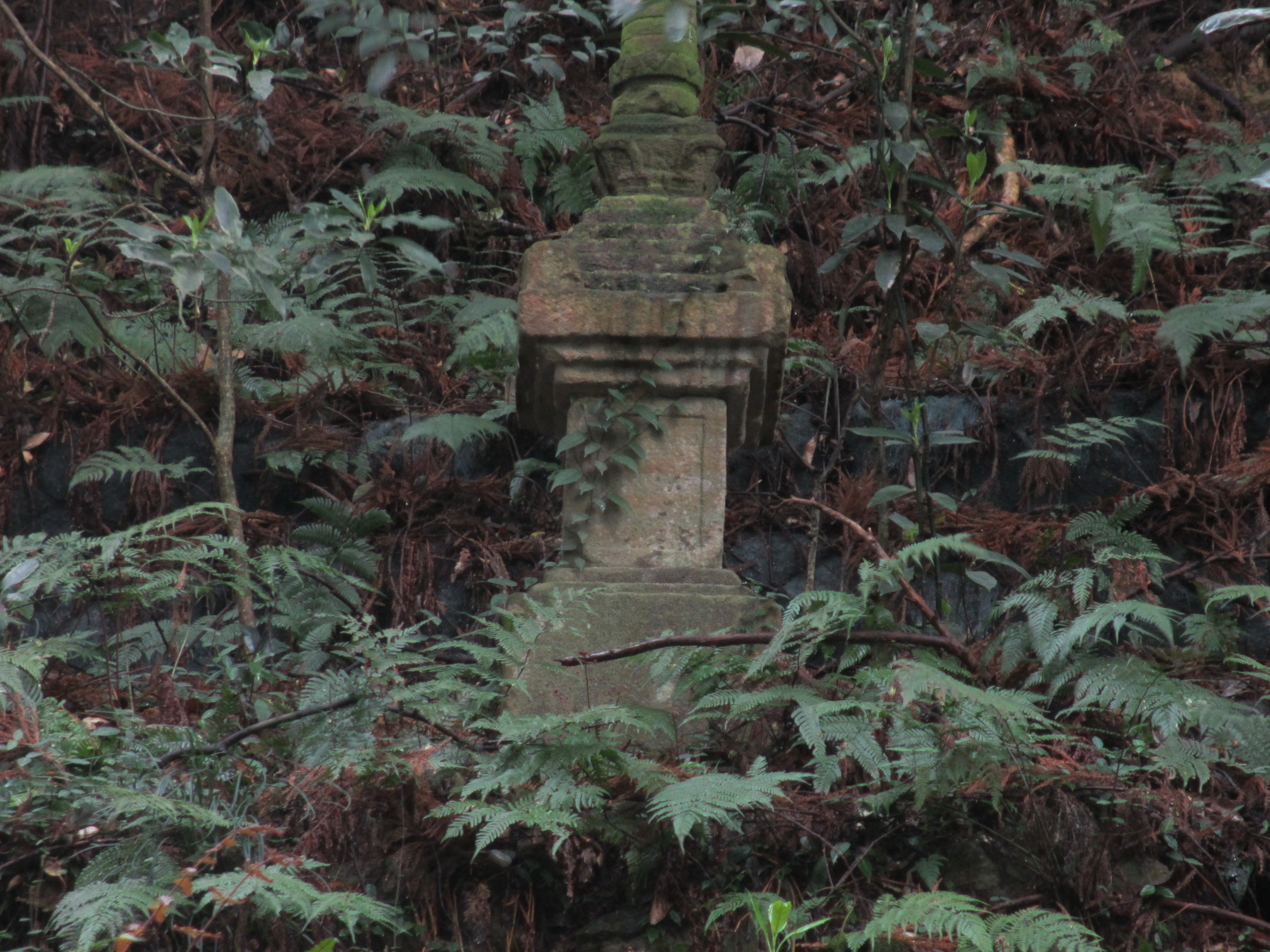
平重盛公宝筐印塔 現在は封鎖されている石段最上段、撮影はズームUP

  - 正月24日：従五位上（保元の乱での功績）
  - 9月19日：中務権大輔
  - 10月22日：正五位下
  - 10月27日:左衛門佐
- 保元3年（1158年）（21歳）
  - 8月10日：遠江守
- 平治元年（1159年）（22歳）
  - 12月27日:伊予守（平治の乱での功績）
- 平治2年（1160年）（23歳）
  - 正月6日：従四位下
  - 改元して永暦元年正月27日：左馬頭
  - 10月11日：従四位上
  - 11月30日：内蔵頭。左衛門佐・伊予守両官を止む
- 応保2年（1162年）（25歳）
  - 正月5日：正四位下
  - 正月27日：内蔵頭を辞任
  - 10月28日：右兵衛督
- 応保3年（1163年）（26歳）
  - 正月5日：従三位
- 長寛2年（1164年）
  - 2月17日：正三位
- 長寛3年（1165年）
  - 5月9日：参議に補任（28歳）
- 永万2年（1166年）（29歳）
  - 正月12日：近江権守を兼任
  - 4月6日：左兵衛督
  - 7月15日：権中納言。右衛門督を兼任
  - 改元して仁安元年12月2日:春宮大夫
- 仁安2年（1167年）（30歳）
  - 正月28日：従二位
  - 2月11日：権大納言。春宮大夫を兼任
- 仁安3年（1168年）（31歳）
  - 2月19日：春宮大夫を辞任（高倉天皇践祚のため）
  - 12月13日：権大納言を辞任（病のため）
- 仁安4年（1169年）正月5日：正二位（32歳）
- 嘉応2年（1170年）（33歳）
  - 4月21日：権大納言に還任
  - 12月30日：権大納言を辞任
- 承安元年（1171年）12月8日：権大納言に還任（34歳）
- 承安4年（1174年）7月8日：右近衛大将（37歳）
- 安元元年（1175年）11月28日:大納言。右近衛大将も兼任（38歳）
- 安元3年（1177年）（40歳）
  - 正月24日：左近衛大将
  - 3月5日：内大臣。左近衛大将も兼任
  - 6月5日：左近衛大将を辞任
- 治承2年（1178年）（41歳）
  - 2月8日：内大臣の辞表を提出
  - 6月：辞表返却。内大臣留任（徳子懐妊のため）
- 治承3年（1179年）3月11日：内大臣を辞任（42歳）

## 系譜
- 父：平清盛（1118-1181）
- 母：高階基章娘
- 正室：藤原経子 - 藤原家成四女
  - 三男：平清経（1163-1183）
  - 四男：平有盛（1164-1185）
  - 五男：平師盛（1167?-1184）
  - 六男：平忠房（?-1186）
- 側室：少輔掌侍 - 藤原親盛娘
  - 次男：平資盛（1161-1185）
- 側室：坊門殿? - 平時信娘
  - 長男：平維盛（1159-1184?）
- 生母不明の子女
  - 七男：平宗実（1168-?） - 藤原経宗の猶子
  - 男子：平重実
  - 男子：平行実
  - 男子：重遍
  - 男子：清雲
- 養子
  - 女子：原田種直室 - 平家盛の娘
  - 女子：平徳子（1155-1214） - 平清盛の娘